# Amasa J. Parker

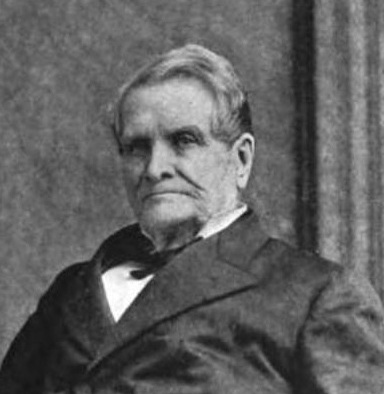
Amasa J. Parker

Amasa Junius Parker (* 2. Juni 1807 in Sharon, Litchfield County, Connecticut; † 13. Mai 1890 in Albany, New York) war ein US-amerikanischer Jurist und Politiker (Demokratische Partei).

## Werdegang
Amasa Parker wurde 1807 in Sharon geboren, zog aber dann 1816 mit seiner Familie nach Hudson (New York). Dort wurde er von Privatlehrern unterrichtet und graduierte 1825 am Union College in Schenectady (New York). Er war dann zwischen 1823 und 1827 als Prinzipal in Hudson tätig. Ferner studierte er Jura, bekam 1828 seine Zulassung als Anwalt und begann dann in Delhi (New York) zu praktizieren.
Parker verfolgte ebenfalls eine politische Laufbahn. Er war zwischen 1833 und 1834 Mitglied in der New York State Assembly. Danach war er als Regent an der State University of New York tätig. Parker wurde als Demokrat in den 25. US-Kongress gewählt, wo er vom 4. März 1837 bis zum 3. März 1839 tätig war. Er entschied sich 1838 gegen eine erneute Kandidatur und kehrte zu seiner Tätigkeit als Anwalt zurück. Später war er als stellvertretender Chancellor und zwischen 1844 und 1847 als Amtsrichter tätig. Während dieser Zeit verlegte er 1844 seinen Wohnsitz nach Albany (New York). Parker war zwischen 1847 und 1855 als Richter am Supreme Court of New York für den dritten Bezirk tätig, womit er ex officio auch Richter am New York Court of Appeals war. Bei seinem Wiederwahlversuch in das Amt erlitt er eine Niederlage. Ferner war er 1851 einer der Gründer der Albany Law School. Nach seiner Zeit am obersten Gericht kandidierte er zweimal, 1856 und 1858, erfolglos um das Amt des Gouverneurs von New York. Danach nahm er als Delegierter 1867 und 1868 an den verfassungsgebenden Versammlungen von New York teil.
Amasa Parker verstarb 1890 in Albany und wurde dort auf dem Albany Rural Cemetery beigesetzt.

## Familie
Er war mit Harriet Langdon Roberts, Enkelin von Woodbury Langdon, einen von New Hampshires Abgeordneten im Kontinentalkongress, verheiratet. Das Paar hatte vier gemeinsame Kinder. Darunter waren General Amasa J. Parker, Jr., der die Nationalgarde von New York befehligte, und Mary Parker, die Erastus Corning (1827–1897) heiratete und Mutter des Vizegouverneurs Edwin Corning war. Der ehemalige Bürgermeister von Albany, Erastus Corning 2nd war einer seiner Urenkel.